# Gerry Beckley
Gerald Linford "Gerry" Beckley (Londres, Inglaterra; 12 de septiembre de 1952) es un músico británico-estadounidense, miembro fundador de la banda América. Beckley nació de un padre estadounidense y una madre inglesa. Empezó a tocar el piano a los tres años y la guitarra algunos años después. Para el año 1962, Beckley estaba tocando la guitarra en The Vanguards, una banda instrumental de música surf en Virginia. Él pasó todos los veranos en Inglaterra y pronto descubrió la música de la Invasión Británica.

## Comienzos de América
En 1967, el padre de Beckley se convirtió en el comandante de la base de la Fuerza Aérea Estadounidense en West Ruislip, cerca de Londres. Gerry fue a la London Central High School en Bushey, Hertfordshire, donde tocó en varias bandas de la escuela y conoció a sus próximos compañeros de banda, Dewey Bunnell y Dan Peek. Originalmente el grupo tocaba en las noches de los viernes en el  Club Americano de Adolescentes local, haciendo covers acústicos de canciones de Crosby, Stills, Nash & Young. El baterista original era un compañero de clase, Dave Atwood. América obtuvo un contrato de grabación con la división del Reino Unido de Warner Brothers Records. A partir de su cuarto álbum, Holiday, empezaron a grabar bajo el auspicio del productor de The Beatles, Sir George Martin. Beckley y Bunnell dijeron que el nombre estaba inspirado por un tocadiscos tragamonedas "Americana" en el lugar donde vivían cuando estaban formando la banda.

Las canciones de América incluyen "A Horse With No Name", su sencillo debut que se volvió número uno en la lista de Billboard Hot 100; "Sister Golden Hair" (también número uno en la lista Billboard, en 1975); "Tin Man"; "I Need You"; "Ventura Highway", "You Can Do Magic" y "Daisy Jane", entre otras.

Beckley sigue escribiendo y grabando música como un artista solista y con otros músicos, junto con Bunnell. Con Bunnell, Beckley continúa realizando tours mundiales  como "America". En 2007, América volvió a las listas de álbum Billboard album charts con el muy anunciado álbum, Here & Now. Contiene 12 nuevas canciones y 12 canciones en vivo.

## Proyectos solistas
Beckley, Andrew Gold, y Timothy B. Schmidt cantaron como "Baldwin and the Whiffles", realizando "Mr. Sandman", "The Naughty Lady of Shady Lane", y "Sh-Boom", en la película de John Waters del año 1990, Cry-Baby.

Beckley trabajó con una gran variedad de músicos en muchos proyectos. Uno de los más notables es la grabación de 2001, Like a Brother, junto a Carl Wilson de The Beach Boys, y Robert Lamm de Chicago.

En mayo de 2006, Beckley editó otro álbum solista, Horizontal Fall.

En marzo de 2007, Beckley apareció como un invitado en el programa televisivo australiano de música Spicks and Specks.

El 14 de abril de 2007, Gerry apareció de invitado especial en un show de Ben Kweller en el Corner Hotel in Melbourne, Australia. Beckley, Kweller, y la banda tocaron Sister Golden Hair juntos.

Gerry es además, un miembro de Les Deux Love Orchestra.

## Vida personal
Beckley está casado con su esposa Kathy y tiene dos hijos, Matthew y Joe. Matthew es conocido por producir música pop y realizar tours con Katy Perry por 4 años. Joe es un aspirante a fotógrafo en el área de Los Ángeles.

## Discografía
- Gerry Beckley Van Go Gan (1995)
- Gerry Beckley Go Man Go (2000)
- Beckley, Lamm & Wilson Like A Brother (2000)
- Gerry Beckley Horizontal Fall (2006)
- Gerry Beckley Happy Hour (2009)
- Gerry Beckley Unfortunate Casino (2011)

- Datos: Q2153698
- Multimedia: Gerry Beckley / Q2153698